# Leonardo Pettinari (calciatore)
Leonardo Pettinari (Prato, 23 luglio 1986) è un allenatore di calcio ed ex calciatore italiano, di ruolo centrocampista, o attaccante.

## Carriera

### Giocatore
Comincia la sua carriera nel "F.C.D.La Querce 2009" (squadra di calcio di Prato della quale, attualmente, è anche Presidente Onorario). In seguito, la Fiorentina lo nota e prosegue la carriera nelle giovanili della squadra di Firenze. Dopo aver trascorso due stagioni nella Primavera viola, nell'estate 2006 passa in comproprietà alla Sangiovannese in Serie C1.
Nel 2007 passa alla Reggina in Serie A ma non trova spazio (in compenso trova moglie Reggina), per lui solo 2 presenze in coppa Italia (andata e ritorno) contro l'Inter condite da una rete (Reggina-Inter 1-4; Inter-Reggina 3-0). Nella stagione 2008-2009 viene mandato in prestito al Ravenna in Lega Pro Prima Divisione.
Nel luglio 2009 passa in compartecipazione al Cittadella in Serie B. Qui arriva fino ai play-off per la promozione in Serie A.
Il 15 luglio 2010 viene acquistato dall'Atalanta con cui vince il campionato di Serie B. L'anno successivo esordisce in Serie A (il 6 novembre 2011) nella partita vinta dall'Atalanta (1-0) contro il Cagliari.
Nel gennaio 2012 passa in prestito al Varese; dopo aver giocato 6 partite in Serie B con la squadra lombarda, gli viene riscontrato un problema al cuore, che lo costringe a restare fermo fino a fine stagione. Anche nella stagione 2012-2013, pur essendo sotto contratto con l'Atalanta non ha potuto né giocare, né allenarsi.
Nel gennaio del 2013 in seguito a una malformazione al cuore (sul ventricolo sinistro ha un tessuto cicatriziale e adiposo al posto del tessuto muscolare ma ancora non si sa se si tratta di una questione genetica o di una miocardite regredita che ha lasciato una cicatrice), il calciatore ha rescisso il contratto che lo legava all'Atalanta ritirandosi dal calcio giocato.

### Allenatore
Nella stagione 2014-2015 allena la "F.C.D.La Querce 2009", squadra militante in Terza Categoria Pratese, conquistando con successo la promozione in Seconda Categoria; rimane alla guida della squadra anche nella stagione 2015-2016, mentre nella stagione 2016-2017 allena nelle giovanili della Fiorentina. In particolare, nella stagione 2017-2018 lavora come vice nell'Under-17 dei toscani. Dal novembre del 2018 allena nelle giovanili dei toscani dell'Athletic Calenzano. Nella stagione 2023-24 allena i Giovanissimi Nazionali U15 della Fiorentina.

## Statistiche

### Presenze e reti nei club
Statistiche aggiornate al 6 settembre 2013.
| Stagione        | Squadra         | Campionato      | Campionato | Campionato | Coppe nazionali | Coppe nazionali | Coppe nazionali | Coppe continentali | Coppe continentali | Coppe continentali | Altre coppe | Altre coppe | Altre coppe | Totale | Totale |
| Stagione        | Squadra         | Comp            | Pres       | Reti       | Comp            | Pres            | Reti            | Comp               | Pres               | Reti               | Comp        | Pres        | Reti        | Pres   | Reti   |
| --------------- | --------------- | --------------- | ---------- | ---------- | --------------- | --------------- | --------------- | ------------------ | ------------------ | ------------------ | ----------- | ----------- | ----------- | ------ | ------ |
| 2006-2007       | Sangiovannese   | C1              | 19+2       | 2          | CI+CI-C         | 0+2             | 0+1             | -                  | -                  | -                  | -           | -           | -           | 23     | 3      |
| 2007-2008       | Reggina         | A               | 0          | 0          | CI              | 2               | 1               | -                  | -                  | -                  | -           | -           | -           | 2      | 1      |
| 2008-2009       | Ravenna         | 1D              | 26+2       | 3          | CI+CI-LP        | 4+4             | 2+1             | -                  | -                  | -                  | -           | -           | -           | 36     | 6      |
| 2009-2010       | Cittadella      | B               | 37+2       | 8          | CI              | 2               | 1               | -                  | -                  | -                  | -           | -           | -           | 41     | 9      |
| 2010-2011       | Atalanta        | B               | 17         | 2          | CI              | 2               | 0               | -                  | -                  | -                  | -           | -           | -           | 19     | 2      |
| 2011-gen. 2012  | Atalanta        | A               | 1          | 0          | CI              | 0               | 0               | -                  | -                  | -                  | -           | -           | -           | 1      | 0      |
| gen.-giu. 2012  | Varese          | B               | 6          | 0          | CI              | -               | -               | -                  | -                  | -                  | -           | -           | -           | 6      | 0      |
| 2012-2013       | Atalanta        | A               | 0          | 0          | CI              | 0               | 0               | -                  | -                  | -                  | -           | -           | -           | 0      | 0      |
| Totale Atalanta | Totale Atalanta | Totale Atalanta | 18         | 2          |                 | 2               | 0               |                    | -                  | -                  |             | -           | -           | 20     | 2      |
| Totale carriera | Totale carriera | Totale carriera | 106+6      | 15         |                 | 16              | 6               |                    | -                  | -                  |             | -           | -           | 128    | 21     |

## Palmarès

### Giocatore

#### Competizioni nazionali
- Campionato italiano di Serie B: 1

Atalanta: 2010-2011

### Allenatore

#### Competizioni regionali
- Terza Categoria: 1

La Querce: 2014-2015